# Nová Říše
Nová Říše är en köping i Tjeckien.   Den ligger i regionen Vysočina, i den centrala delen av landet, 130 km sydost om huvudstaden Prag. Nová Říše ligger 542 meter över havet och antalet invånare är 827.
Terrängen runt Nová Říše är lite kuperad. Runt Nová Říše är det ganska glesbefolkat, med 25 invånare per kvadratkilometer. Närmaste större samhälle är Telč, 9,5 km nordväst om Nová Říše. Trakten runt Nová Říše består till största delen av jordbruksmark.